# 幽靈鎮少女
《幽靈鎮少女》是由超水道開發的一款視覺小說，遊戲分章節發佈，首章於2014年8月8日在NovelSphere上架，後續登陸App Store，2023年遊戲前五章以第一季的形式，在任天堂Switch和Steam發佈。

## 遊戲玩法
《幽靈鎮少女》採用視覺小說的遊玩方式，玩家以小夜子的視角進行遊戲。玩家遊玩時需要閱覽屏幕上所顯示的文本以了解故事情節和人物之間的對話，這些文字會與人物的立繪和背景一同出现，用以表示對話的對象。對話對象的立繪會隨著對話進行而變化，根據對話的内容做出不同動作或表情。在部分場景中會遇見代替背景和人物立繪的電腦圖像，遊戲可以隨意倒帶或快進劇情，遊玩過程中沒有任何選項或快速反应事件，第一季有五個章節，每閱讀完一個章節，都可以從開始選單畫面重溫內容。

## 故事簡介
ghostpia Season One
故事發生在一個雪原上的小鎮，小鎮廣場中心屹立這一枚導彈，導彈上刻有小鎮上全部居民1024人的名字。小鎮居民稱自己為「幽靈」，他們有著常人的感官，但是不老不死，沒有生理需求，只是不能在陽光下行動，而且無論是有什麼傷勢，甚至死亡，第二天都會恢復正常。鎮上所有的物品都源於居民的記憶，物品需要不時關注，否則會消失，遺忘的物品都會出現小鎮郊外的垃圾場。在無盡的時間中，小鎮形成了由「教會」統治的秩序，絕大部分居民都有自己的工作。小夜子是居民中唯一的外國人，她想逃離小鎮，回到家鄉，她和朋友帕琪菲卡與阿妮亞曾做了一輛越野車到鎮子外冒險，但是中途發生了意外三人死去，這段記憶也變得模糊，復活後三人關係疏遠。
一天，鎮上出現一位新居民，被教會軟禁調查。帕琪菲卡想以慶祝新居民為由，修復三人關係。三人藐視教會權威，小夜子只身闖入教會救出新居民，並為其取名約爾，另外兩人在外協助逃亡。事後，三人和約爾成為好友，暫無居所的約爾與小夜子同居。為了讓約爾融入小鎮，三人努力為其尋找工作，最後約爾自立門戶成為鎮上的心理醫生，小夜子擔任其保鏢。教會一直暗中監視四人，小夜子近期的行為引起教會忌憚，教會暗地裡鼓動鎮內的毒販蕾尼婭教訓小夜子，蕾尼婭擁有大戰前軍隊的寄生機械蟲技術，可以控制寄生者的行為，她打算藉此機會籠絡戰力超群的小夜子，一舉取代教會的地位。小夜子拒絕成為蕾尼婭手下，蕾尼婭綁架了約爾等人威逼利誘，雙方爆發大戰，戰事以小夜子摧毀了寄生機械蟲的母機告終。
蕾尼婭事件讓四人再度萌生離開小鎮的念頭，吸取先前經驗，阿妮亞建議找鎮上最厲害的工程師阿列克謝幫助。阿列克謝表示在完成既有人工智能（AI）女性仿生人開發專案後才願意幫忙，由於每位居民的物品數量受限於記憶，他獨自開發到一半零件就開始消失，他請求四人幫忙觀察他的工作，確保完成專案。四人中只有小夜子和阿妮亞答應了觀察工作，仿生人開發有條不紊地進行，暗中關注的教會認為阿列克謝的專案會有不良影響，在臨近完成時逮捕了阿列克謝。為了救出阿列克謝，約爾幫忙將完成的AI轉移到阿列克謝家中的掃地機器人上，並為其加裝了各類武器。機器人救下了阿列克謝，期間因過熱爆炸。成功脫離教會的阿列克謝，開始跟進四人的離開計劃，他認為四人先前離開沒有規劃，他建議先造火箭，高空測繪周邊地理，再決定離開方向，於是五人開始火箭建造計劃。

## 開發
（Mitahitsuhito）、斑、山本雀、蜂八憲四人在學生時代成立同人社團「超水道」，Mitahitsuhito在一次大學演講中了解到iPhone上的行動應用，萌生了在iPhone製作遊戲的想法，並組織社團成員在2011年完成首個專案。超水道的作品以免費發佈的視覺小說為主，《幽靈鎮少女》是他們第七部作品。Mitahitsuhito在大學時兼職出任某款同人遊戲的製作人，期間日夜顛倒的生活，讓他感覺「活得像鬼一樣」，他以這段經歷構思了《幽靈鎮少女》主題。在Mitahitsuhito的構思中，遊戲「講述一個發生在荒涼的北歐小鎮的鬼故事」，組員根據Mitahitsuhito的描述繪製收集各類素材，山本雀創作概念藝術，經過不斷嘗試，確認了作品以粉彩作為美術風格。山本雀和斑負責美術，Mitahitsuhito負責劇本，蜂八憲負責劇本具體演出和專案管理工作。
遊戲的表現形式受到《沙耶之歌》的啟發，Mitahitsuhito認為視覺小說不需要豐富的表現形式，單靠優秀的劇本和美術，就能完成不錯的內容，而且不拘泥於美少女主題，可以描述殘酷的內容。遊戲場景和演出設計受到戲劇和美國動畫的影響，其中某些暴力場景，是Mitahitsuhito受到小時候在卡通頻道看到的《飛天小女警》和《探險時光》影響。角色設計方面，小夜子的靈感源於《守望者》的變臉羅夏，還糅合很多「古怪的角色」。約爾為了表現出她與小鎮的與眾不同，山本雀為她設計了漸變髮色和身穿水手服。帕琪菲卡的定位是姐姐或母親類型的角色，她是事業上的女強人，同時懂得溫地柔照顧他人。阿妮亞是一個男孩子氣的女生，山本雀特意抹去角色身上的女性氣質，同時為了迎合角色的工程師職業，衣著是四名主角中最時髦的。
遊戲分章節發佈，隨著超水道成員步入社會工作，四人只能以業餘時間製作遊戲。蜂八憲一開始是超水道的粉絲，後參與到《幽靈鎮少女》的開發中，後來因為工作關係短暫離開。到2016年末，遊戲第三章的發行計劃一再延期，Mitahitsuhito邀請蜂八憲回來負責遊戲的專案管理工作，遊戲的開發工作開始進入正軌。2018年初，曾參與《幽靈鎮少女》众筹的獨立遊戲發行商room6創始人木村征史，提出將遊戲移植到任天堂Switch並向海外發行的方案，超水道接下了方案，礙於先前沒有任天堂Switch上的開發經驗，超水道等於從零開始製作遊戲。移植版以Unity引擎製作，在撞擊場景使用任天堂Switch的震動效果，利用陀螺儀模擬主角環視四周的效果，以增加玩家體驗。音樂方式，相比iOS版只是播放背景音樂，任天堂Switch版會根據遊戲場景的變化實時轉調。2020年在room6的推薦下兩名獨立開發者加入到移植工作中，分別是以主程序的身份加入的hako生活，他為遊戲開發出模仿家用录像系统的快進和倒帶功能，整套系統打包成一款新的遊戲引擎；擔任美術的負責在遊戲畫面上呈現出家用录像系统風格。iOS版在遊戲PC和任天堂Switch版發售後，也使用新引擎重新製作。

## 發行
遊戲序章最早於2014年8月8日在NovelSphere發佈。2014年超水道曾以众筹的方式籌集iOS發行的資金，遊戲原定於2014年8月31日在App Store發佈，後延期至10月6日免費上架。遊戲分章節發佈，到2018年更新到第四章。2018年東京電玩展上，超水道展出了遊戲的任天堂Switch版遊戲演示，room6負責遊戲的發行工作，該版本預計在2018年第四季推出。遊戲預計共有十個章節，拆分成兩季在PC版和任天堂Switch版上發行，該版本為買斷製。第一季發行數次延期，2020年6月，發行商room6在日本線上獨立遊戲展BitSummit Gaiden展出遊戲並預告遊戲在年內推出。2021年12月，room6再宣佈遊戲將在2022年在Steam和任天堂Switch上推出，2022年11月2日表示推遲到2023年第一季度。2023年3月23日，包含遊戲前五章的《ghostpia Season One》登陸任天堂eShop，英文版於同年5月23日由PQube發行，8月22日《ghostpia Season One》在Steam上推出。2023年11月16日，遊戲Steam版支持官方中文，並參與同月舉行WePlay博览会。

## 評價
2024年10月17日，超水道宣佈遊戲第一季版銷量超過一萬份。根據在Metacritic的匯總評分，媒體整體評價以正面为主。QooApp、Digitally Downloaded、觸樂和任天堂世界报道均給與遊戲劇情與美術好評，QooApp特約作者默默無冥稱讚該作是「優秀的視覺小說，描述著少女纖細複雜的想法、角色交錯糾結的情感、設定謎團重重的世界，配合著有靜有動的豐富畫面呈現，即使沒有配音也能很好地沉浸在故事之中」。QooApp另一個評論員ashen也大讚遊戲既有優秀的場景和角色美術，又帶來不少驚喜的內容。豐富多彩的美術塑造出鮮活的小鎮和角色，同時作品還使用類似漫畫的分鏡畫格。Digitally Downloaded主編也表示遊戲給他留下「深刻的印象」，作品以奇特的風格塑造出一個有感染力和富有情感的故事。任天堂世界报道副主編稱讚作品從故事上或美術上都能帶來不錯的體驗。觸樂編輯王琳茜認為該作劇情和美術風格很獨特，是「荒诞、温暖、让人感到幸福的电波故事」。
遊戲演出方面，稱讚遊戲仿家用录像系统的演出風格，體驗如同用信號不好的映像管電視看動畫片，此外作品中的音樂豐富了視覺小說單薄的互動性，遊戲內每個章節都有片頭曲和片尾曲，中場更有類似過場的動畫。則批評遊戲的图形用户界面體驗糟糕，遊戲沒有一般視覺小說回顧歷史對話的功能，替代的倒帶功能很容易跳過想回顧的內容。

## 外部連結
- 官方网站
- 《幽靈鎮少女》在視覺小說數據庫的頁面 （英文）